# Маттіас Вейнгандль
Маттіас Вейнгандль (швед. Mattias Weinhandl; 1 червня 1980, м. Люнгбю, Швеція) — шведський хокеїст, правий нападник.
Вихованець хокейної школи «Троя-Люнгбю». Виступав за МОДО, «Нью-Йорк Айлендерс», «Бріджпорт Саунд-Тайгерс» (АХЛ), «Міннесота Вайлд», «Х'юстон Аерос» (АХЛ), ХК «Лінчепінг», «Динамо» (Москва), СКА (Санкт-Петербург), ХК «Лінчепінг». 
В чемпіонатах НХЛ — 182 матчі (19+37), у турнірах Кубка Стенлі — 5 матчів (0+0). В чемпіонатах Швеції — 264 матчів (119+95), у плей-оф — 63 матчі (17+28).
У складі національної збірної Швеції учасник зимових Олімпійських ігор 2010 (4 матча 0+2), учасник чемпіонатів світу 2002, 2005, 2008, 2009 і 2010 (37 матчів, 16+20). У складі молодіжної збірної Швеції учасник чемпіонату світу 1999. У складі юніорської збірної Росії учасник чемпіонату Європи 1998.
Досягнення
- Бронзовий призер чемпіонату світу (2002, 2009, 2010)
- Срібний призер чемпіонату Швеції (2000, 2002, 2008)
- Володар Кубка Шпенглера (2010)
- Переможець юніорського чемпіонату Європи (1998).
- Учасник матчу усіх зірок КХЛ (2010).